# Хороший день
«Хороший день» — песня известной украинской певицы Веры Брежневой, выпущенная 16 апреля 2013 года в качестве сингла на лейбле Velvet Music. Позднее вошла в альбом Ververa, вышедший в апреле 2015 года.

## Музыкальное видео
Музыкальное видео на песню «Хороший день» было выпущено 11 мая 2013 года — чуть менее чем через месяц после выхода самого сингла; на видеохостинге YouTube премьера состоялась на канале ELLO. Режиссёром работы выступил украинский клипмейкер Сергей Солодкий, ранее уже работавший с Верой Брежневой и снявший для неё музыкальное видео на совместную с Даном Баланом песню «Лепестками слёз».
Клип был снят в формате вестерна. По состоянию на апрель 2022 года на музыкальном видео на платформе YouTube насчитывается чуть менее 8 млн просмотров.